# Plectranthus janthinothryx
Plectranthus janthinothryx là một loài thực vật có hoa trong họ Hoa môi. Loài này được Lebrun & Touss. miêu tả khoa học đầu tiên năm 1943.